# Stenobrimus pilipinus
Stenobrimus pilipinus — вид примарових комах родини Heteropterygidae. Описаний у 2023 році.

## Назва
Вид названо на честь філіппінського народу. За словами авторів «націоналізм, хоробрість і відданість нашій країні та народу мають продовжувати надихати нас, навіть у науці, пишатися філіппінськими скарбами (до яких належать ендемічні види) і продовжуйте мати сміливість робити те, що є правильним для нашої країни, включаючи просування наукової грамотності та наукової культури та збереження нашого біологічного різноманіття».

## Поширення
Ендемік Філіппін. Виявлений у лісі в межах карстового комплексу підземної річки та печер Кавінті у муніципалітеті Кавінті провінції Лагуна на острові Лусон.